# Rusty Smith
Rusty Smith (ur. 27 sierpnia 1979 w Sunset Beach) – amerykański łyżwiarz szybki specjalizujący się w short tracku, dwukrotny brązowy medalista igrzysk olimpijskich, dwukrotny medalista mistrzostw świata.
Trzykrotnie uczestniczył w zimowych igrzyskach olimpijskich. W debiucie olimpijskim, w 1998 roku na igrzyskach w Nagano, wziął udział w trzech konkurencjach – zajął szóste miejsce w biegu sztafetowym, trzynaste w biegu na 1000 m i 22. w biegu na 500 m. Podczas igrzysk w Salt Lake City w 2002 roku zdobył brązowy medal olimpijski w biegu na 500 m, ponadto był czwarty w sztafecie, szósty w biegu na 1500 m i dziewiąty w biegu na 1000 m. W 2006 roku na igrzyskach w Turynie zdobył brązowy medal w biegu sztafetowym (w amerykańskiej sztafecie wystąpili poza nim Alex Izykowski, John Paul Kepka i Apolo Ohno) i zajął czwarte miejsce w biegu na 1000 m. Dwukrotnie poprawiał rekord olimpijski na dystansie 1000 m – w 2002 roku osiągnął czas 1:28,183 w siódmym biegu rundy eliminacyjnej, a w 2006 roku uzyskał rezultat 1:27,000 w pierwszym ćwierćfinale.
W 2001 roku zdobył złoty, a rok później brązowy medal mistrzostw świata, natomiast w latach 1997–1999 pięć medali mistrzostw świata juniorów (trzy srebrne i dwa brązowe).